# NGC 1556
NGC 1556 ist eine spiralförmige Zwerggalaxie vom Hubble-Typ Sab im Sternbild Dorado am Südsternhimmel. Sie ist schätzungsweise 37 Millionen Lichtjahre von der Milchstraße entfernt und hat einen Durchmesser von etwa 15.000 Lj.
Das Objekt wurde am 28. Dezember 1834 von John Herschel entdeckt.